# فرودگاه جوزف رسنیک
فرودگاه جوزف رسنیک (به انگلیسی: Joseph Y. Resnick Airport) یک فرودگاه همگانی بهره‌برداری هوایی است که یک باند فرود آسفالت دارد و طول باند آن ۱۱۷۰ متر است. این فرودگاه در کشور ایالات متحده آمریکا قرار دارد و در ارتفاع ۸۹ متری از سطح دریا واقع شده‌است.